# Fady Maalouf
Fady Maalouf (in arabo: فادي معلوف; trasl.: Fādī Maʿlūf; Zahle, 20 aprile 1979) è un cantante libanese, che vive e lavora in Germania.

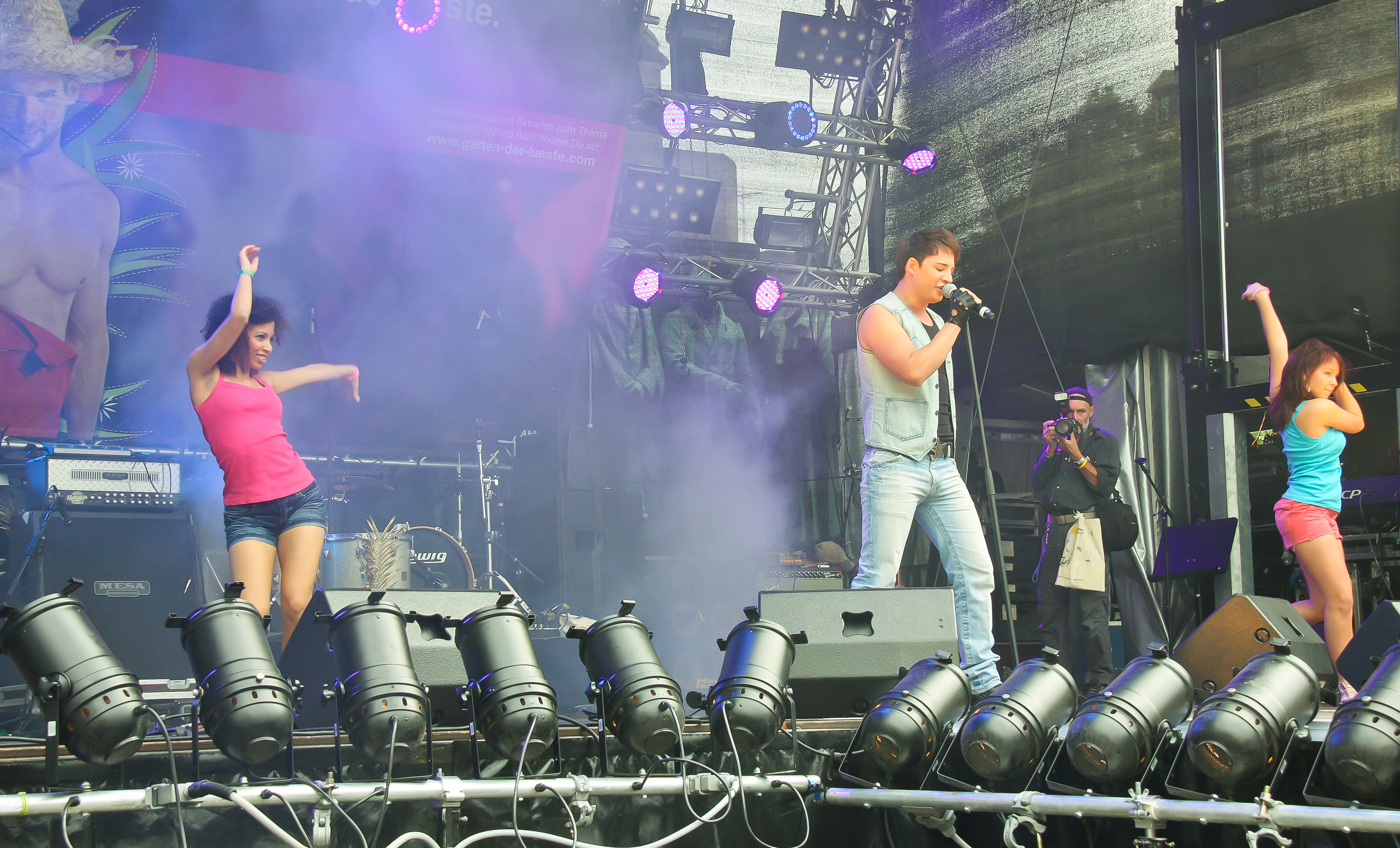
Fady Maalouf a Colonia nel 2011

Cantante dedito ai generi pop, soft rock e soul e professionalmente in attività dal 2008, ha pubblicato 3 album: Blessed (2008), Into the Light (2010) e City of Gold (2012).. Il suo singolo di maggiore successo è Blessed del 2008.,

## Biografia

### Infanzia e adolescenza
Fady Maalouf è nato a Zahle, in Libano, il 20 aprile 1979.
Trascorre la sua infanzia, oltre che in Libano, anche in Francia e Grecia. Da bambino, canta in un coro e prende lezioni di canto e pianoforte.
La sua adolescenza è segnata dalla guerra civile: all’età di 13 anni, mentre sta giocando per strada con alcuni amici, viene seriamente ferito da una granata. In seguito a quell’avvenimento, deve sottoporsi ad una serie infinita di interventi chirurgici In un'intervista rilasciata anni dopo al settimanale tedesco BRAVO, Maalouf riferirà che il suo viso era rimasto completamente distrutto dalla deflagrazione e deturpato dalle cicatrici:
Nella sua difficile situazione, Maalouf trova conforto nella musica, in particolare nel suono della sua chitarra. La "folgorazione" arriva ascoltando Céline Dion all’Eurovision Song Contest, dove la cantante canadese partecipa per la Svizzera con il brano Ne partez pas sans moi..
All'età di 17 anni, Maalouf inizia a studiare moda e design e, dividendosi tra Beirut e un paesino nei pressi di Bordeaux, in Francia , svolge in seguito un tirocinio in questo settore nella sede parigina di una ditta libanese. Il suo sogno è però quello di diventare un cantante..

### La nuova vita in Germania: la partecipazione aDeutschland sucht den Superstare la carriera musicale
Per realizzare questo sogno, Maalouf nel 2006 decide di lasciare il suo Paese, minato da nuovi venti di guerra, e di trasferirsi in Germania, precisamente ad Amburgo, dove vive il suo fratellastro. Nella metropoli anseatica si guadagna inizialmente da vivere lavorando come cameriere in un bar..
La grande occasione arriva nel 2007, quando decide di partecipare ai casting per la quinta edizione del talent show canoro Deutschland sucht den Superstar, prevista per l'anno seguente e grazie alla quale si fa conoscere al grande pubblico. Nel talent, Maalouf ottiene il secondo posto alle spalle di Thomas Godoj. In occasione dell'ultima puntata dello show, si esibisce, tra l'altro, interpretando il suo inedito Blessed.
Nello stesso anno firma un contratto con la Columbia Records/Sony BMG e pubblica il suo primo album che contiene questo inedito e che viene intitolato appunto Blessed L'album, prodotto da Alex Christensen, raggiunge il secondo posto delle classifiche in Germania Dall'album viene estratto anche il singolo omonimo, che pure raggiunge il secondo posto delle classifiche tedesche.. In seguito, Maalouf realizza un altro sogno, quello di incontrare la sua cantante preferita, Céline Dion durante un concerto all'Olympiastadion di Monaco di Baviera.
Nel marzo 2010, pubblica il suo secondo album, intitolato Into the Light: l'album non ottiene però il successo del precedente e si ferma soltanto al 33º posto delle classifiche tedesche e al 42º di quelle svizzere. Dall'album viene estratto il singolo omonimo, che si ferma al 44º posto della classifiche tedesche.
Nel 2012, pubblica quindi il suo terzo album,City of Gold, che esce stavolta su etichetta Fuego.
Nell'estate 2014, il cantante rivela pubblicamente di soffrire da tempo di una grave malattia a livello muscolare, una fibromialgia cronica che gli provoca dolori tali (in particolare alla schiena) da costringerlo a rimanere lontano dalle scene.

## Discografia

### Album
- Blessed (2008)
- Into the Light (2010)
- City of Gold (2012)

### EP
- Indigo (2017)

### Singoli
- Blessed (2008)
- Amazed
- Into the Light (2010)
- Wenn es still um uns wird... (2013; feat. C'est Lena!)